# Foot Ball Club Volontari
I Foot Ball Club Volontari, meglio noti come Volontari o Volontari Venezia, fu una società calcistica con sede a Venezia ad inizio Novecento.

## Squadra
Il club nacque due anni dopo il Venezia Football Club ponendosi come secondo club cittadino, ed attivandosi a livello sportivo locale nel Veneto, a quel tempo non ancora pienamente integrato nel campionato italiano.

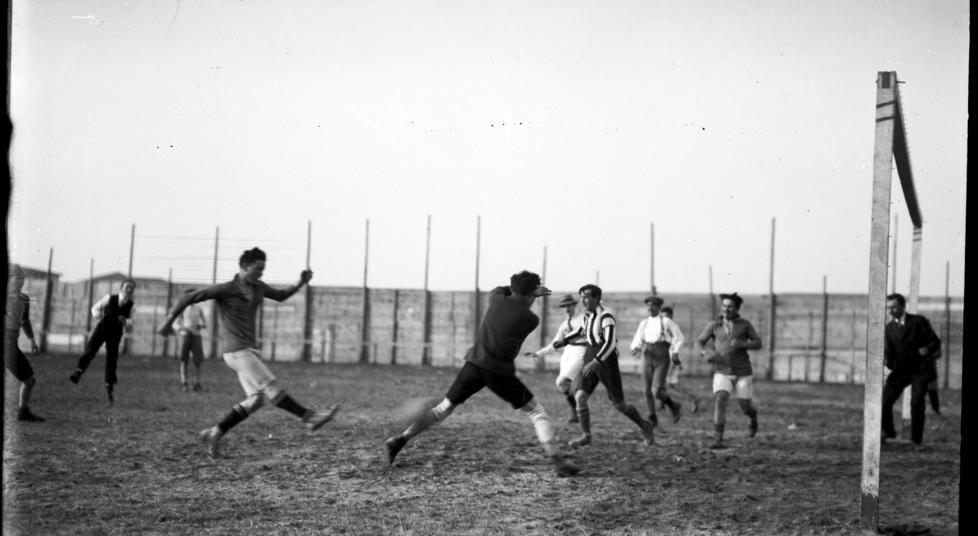
Modena FC–Volontari 0–5, Nov 24 1912

Nel 1912 una riforma dei campionati, il progetto Valvassori-Faroppa, mise a disposizione del Veneto un posto aggiuntivo in Prima Categoria, e i Volontari furono individuati dal Comitato Regionale come i più meritevoli per occuparlo. I risultati sportivi non furono però lusinghieri, dimostrando che in una città di dimensioni non metropolitane come Venezia, non c'era posto per due club.
Nel 1914 quindi, la società decise di sciogliersi per il «richiamo alle armi della quasi totalità dei propri tesserati». Le cronache de Il resto del Carlino attestano, tuttavia, per la stagione 1914-15, la disputa da parte della Volontari FC di alcune partite; pertanto, se è vero che la Volontari FC non disputò il campionato 1914-15, la notizia di un completo scioglimento della società sembrerebbe apparire infondata, a meno di possibili omonimie con altre società.